# Walter Mathä
Walter Mathä (ur. 25 września 1914 w Linzu, zm. ?) – austriacki bokser.
Mathä brał udział na Igrzyskach Olimpijskich w 1936 roku, uczestniczył w zawodach wagi koguciej. W drugiej rundzie zawodów przegrał ze Stigiem Cederbergiem.